# Сирнино (Добрицька область)
Си́рнино (болг. Сърнино) — село в Добрицькій області Болгарії. Входить до складу общини Генерал-Тошево.

## Населення
За даними перепису населення 2011 року у селі проживали 62 особи.
Національний склад населення села:
| Національність   | Кількість осіб | Відсоток |
| ---------------- | -------------- | -------- |
| болгари          | 44             | 71,0%    |
| цигани           | 10             | 16,1%    |
| турки            | 6              | 9,7%     |
| Всього відповіли | 62             |          |

Розподіл населення за віком у 2011 році:
Динаміка населення: